# Рушановская
Рушановская — деревня в Вельском районе Архангельской области. Входит в состав Муниципального образования «Благовещенское».

## География
Деревня расположена в 77 километрах на север от города Вельска , на левом берегу реки Устья притока Ваги. Ближайшие населённые пункты: на западе деревня Ирзеньга, и на противоположенном берегу деревня Андрейковская.
Часовой пояс
Рушановская, как и вся Архангельская область, находится в часовой зоне МСК (московское время). Смещение применяемого времени относительно UTC составляет +3:00.

## Население
| 2002 | 2010 | 2012 | 2014 |
| ---- | ---- | ---- | ---- |
| 0    | ↗2   | →2   | ↘1   |

## История
Указана в «Списке населённых мест по сведениям 1859 года» в составе Вельского уезда Вологодской губернии под номером «2407» как «Русановская(Рябовская)». Насчитывала 8 дворов, 23 жителя мужского пола и 30 женского.
В материалах оценочно-статистического исследования земель Вельского уезда упомянуто, что в 1900 году в административном отношении деревня входила в состав Чадромского сельского общества Леонтьевской волости. На момент переписи в селении Рустановская находилось 9 хозяйств, в которых проживало 32 жителя мужского пола и 36 женского.